# Arroyos y Esteros
Arroyos y Esteros è un centro abitato del Paraguay, situato nel Dipartimento di Cordillera, a 67 km dalla capitale del paese, Asunción. Forma uno dei 20 distretti in cui è diviso il dipartimento.

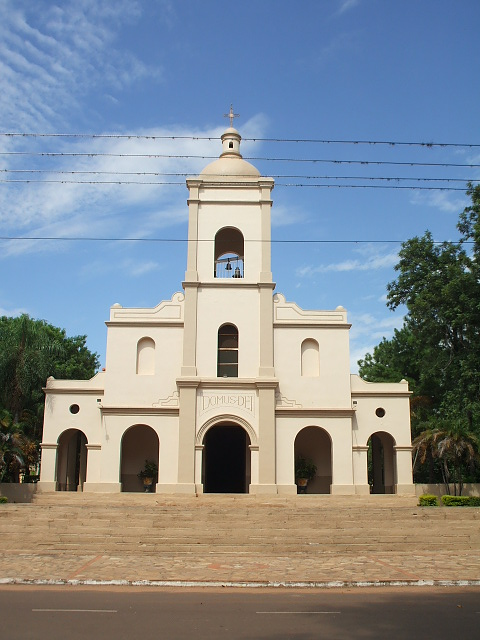
Chiesa di Arroyos y Esteros

## Popolazione
Al censimento del 2002 la località contava una popolazione urbana di 2.049 abitanti (19.001 nel distretto).

## Caratteristiche

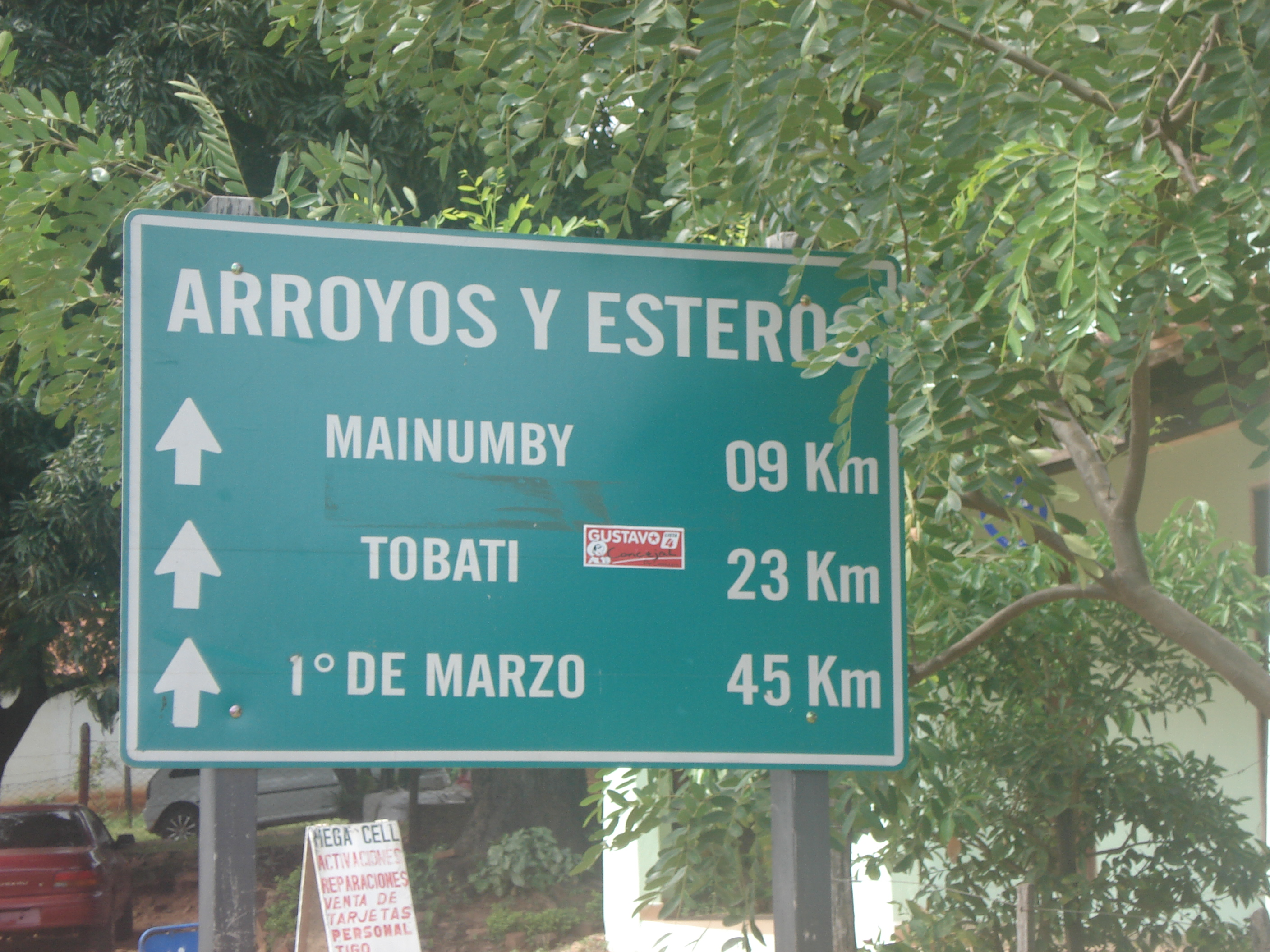
Arroyos y Esteros

Il nome della località (in italiano “Torrenti e Paludi”) indica in maniera esplicita l'ubicazione geografica della stessa, circondata dai fiumi Manduvirá e Piribebuy, frequentati dagli amanti della pesca e dai bagnanti che usufruiscono delle loro spiagge. Fondata nel 1767 dal governatore spagnolo Pedro Melo de Portugal y Villena, era anticamente nota con il nome di Capilla Duarte.

## Economia
La principale attività economica del distretto è l'agricoltura: si producono canna da zucchero, ananas e banane. Rilevante, inoltre, l'apicoltura, con la produzione di miele.